# Polská obrana během Volyňského masakru
Polská obrana během Volyňského masakru (Polska samoobrona) byla vytvořena zorganizováním obyvatelstva polské národnosti a partyzánských oddílů ilegální vojenské organizace Zemská armáda (Armija Krajowa) k obraně proti masovému vybíjení Poláků ukrajinskými nacionalisty při Volyňském masakru.

## Forma obrany
Počátky polské sebeobrany v této oblasti jsou datovány na přelom roku 1942—1943. Podobná seskupení byla vytvořena v bývalých provinciích druhé republiky: Lvov, Stanisławów (Podkarpatská Rus) a Ternopil. Na Volyni je možné rozeznat dvě formy polské obrany:
- obrana („samoobrona“): opěrné body, střediska a obranné základny;
- partyzánské jednotky.

Obrana byla uskupena jako organizovaná a ozbrojená skupina vedená jedinou osobou nebo obranným výborem. Ve městech (např. Dubno, Rokitno) jednotky obrany zčásti spolupracovaly s německými posádkami.
Opěrné body sebeobrany byly jednotlivé polské osady (vesnice nebo kolonie), střežené skupinou sebeobrany. Příležitostně tyto skupiny spolupracovaly s partyzánskými jednotkami. Střediska obrany byla vytvořena ve vesnicích s velkou většinou polského obyvatelstva. Vzácně se nacházela v obcích, kde byly osoby polské národnosti v menšině. Poláci v těchto vesnicích byli obvykle zranitelní.
Obranné základny byly obranné skupiny polských sídel (ves nebo kolonie), s vlastními zbraněmi, které se vzájemně podporovaly a organizovaly společné akce. Často základna obrany trvale spolupracovala s partyzánskými skupinami.

## Sebeobrana

### Počátky
Obrana obyvatel polské národnosti se při masakrech na Volyni potýkala s mnoha problémy. Hlavním byl především nedostatek osob s vojenskou zkušeností a jejich vedení, nejvýznamnější osoby z místních obyvatel, schopné odporu, byly vyvražděny nebo poslány do pracovních táborů v Sovětského svazu v době okupace území Rudou armádou v letech 1939-1941. V tomto období byly tisíce obyvatel odsunuty na Sibiř. Během počátků snah o obranu obyvatel polské národnosti nebyly ale také k dispozici ani žádné zbraně a nebylo očekáváno žádné ohrožení ze strany běžných Ukrajinců.
První obranné jednotky byly vytvořeny na přelomu let 1942 a 1943. Byly spontánně organizovány místními vůdci polské komunity. Původně byla sebeobrana omezena na hlídky v oblasti, strážní službu, varování místních obyvatel před výskytem neznámých ozbrojených vojáků. Na začátku jara roku 1943, spolu s nárůstem masakrů obyvatel polské národnosti byl zvýšen počet pozorovacích bodů a posíleny hlídky, a byly vyzbrojovány střelnými zbraněmi. Účinnost obranných jednotek během tohoto období byla malá, byly špatně vyzbrojeny a nebyly schopny se ubránit proti početnějším jednotkám Ukrajinské povstalecké armády (UPA).

### Pokusy o organizaci
Po prvních pokusech vytvořit na úrovni obcí společnou sebeobranu, je tento proces podporován a kontrolován ilegální vojenskou organizací Armia Krajowa vedenou v dubnu 1943 velitelem armády na Volyni plukovníkem Kazimierzem Babinskim nazývaným "Luboň":
1. Tvořící se obranná síť na Volyni má potenciálně zabránit nebo alespoň ztížit masakrování dalších obcí. Velitelé na všech úrovních mají povinnost vzít do svých rukou iniciativu pro organizaci sebeobrany, bez prozrazení svých organizačních vztahů. Na nás jako velící důstojníky dopadá povinnost a odpovědnost za obranu Poláků ve Volyni, když už byla prolita polská krev, nikoliv naší vinou.

2. Zakazuje se používání metod, které používají ukrajinští řezníci (vrahové p.překl.). Nebudeme vypalovat v odvetě ukrajinská hospodářství nebo zabíjet ženy a děti. Sebeobrana je obrana proti útočníkovi, tak, aby obyvatelstvo a jeho majetek zůstal v bezpečí.

Ve stejné době "Luboň" zakázal spolupráci v rámci sebeobrany s Němci (včetně německé policie) a se sovětskými partyzány.
První hlavní centrum polské sebeobrany bylo zorganizováno počátkem května 1943 v Panskiej Dolinie v okrese dubienském. Dne 20. července (po Krvavé neděli 11. července) byly vydány "Instrukce na tvorbu a organizaci základen sebeobrany a partyzánských oddílů" na příkaz Krajské delegace vlády ve Volyni. Byla zahájena tvorba základen sebeobrany, které byly složeny z několika vesnic, kde se nacházelo větší množství obyvatel polské národnosti. Tyto základny měly být bráněny místními oddíly, při použití zákopů, jednoduchých bunkrů ze dřeva a hlíny a různých druhů překážek.

### Boj o přežití
Drtivá většina obranných bodů při útoku selhala, do ofenzivy Rudé Armády na Volyni v roce 1944 se podařilo přežít jen následujícím opěrným bodům sebeobrany:
Młynów, Klewań, Rokitno, Kurdybań Warkowicki, Lubomirka, Budki Snowidowickie, Osty.
To bylo spojeno s tím, že se sídla nacházela v blízkosti německých posádek, které bránily polské civilisty, nebo v okolí oddílů polských partyzánů a někdy i sovětských.
Přežila většina základen sebeobrany, UPA se podařilo vypálit centra: Huta Stepańska-Wyrka, Antonówka. Sebeobranným oddílům v obci Kuty se podařilo odrazit útok melnykowských oddílů UPA, ale pro nedostatek munice byly evakuovány do Szumska pak na Kremenec.

## Partyzánské oddíly

### Tvoření oddílů
Po okupaci Volyně Němci v roce 1941, se nepodařilo vytvořit větší partyzánské jednotky. V srpnu 1942 ústředí AK (Komenda Główna AK) založilo provincii Volyň na území č.3 (Lvov), jako samosprávu. V září 1942 byl jmenován velitelem oblasti plukovník Kazimierz Babinski, nazývaný "Luboń". Regionální delegát vedení AK byl Kazimierz Banachov nazývaný "Jan Linowski", který přijel na Volyň 21. listopadu 1942. Po neúspěchu jednání s UPA, během nichž došlo k vraždě dvou zástupců Armii krajowej Zygmunta Rumla a Krzysztofa Markiewicza, 20. července 1943 se rozhodl vytvořit na Volyni partyzánské oddíly.
Byly vytvořeny oddíly:
- "Łuna" - pod velením poručíka Jana Rerutko ("Drzazga"), od 10.11.1943 oddílu velel por. Zygmunt Kulczycki ("Olgierd"). Oddíl byl složen ze 107 partyzánů.
- "Jastrząb" - pod velením por. Wladyslawa Czerminskeho ("Jastrząb"), čítající asi 150 partyzánů..
- "Bomba" - pod velením kpt. Wladyslaw Kochańskiego ("Bomba", "Wujek"). Oddíl měl asi 500 partyzánů.
- "Strzemię" - pod velením por. Zenona Blachowskiego ("Strzemię"). Oddíl měl asi 100 partyzánů.
- "Gzyms" - pod velením por. Franciszka Pukackiego ("Gzyms"). Oddíl měl asi 80 partyzánů.
- "Ryszard" - pod velením por. Richarda Walczaka ("Ryszard"). Oddíl měl asi 80 partyzánů.
- "Sokół" - pod velením por. Michała Fijałky ("Sokół"). Oddíl měl 120 partyzánů.
- "Kord" - pod velením por. Kazimierza Filipowicze ("Kord"). Oddíl měl 80 partyzánů.
- "Piotruś" - pod velením ppor. Wladyslawa Cieślińského ("Piotruś"). Oddíl měl asi 80 partyzánů.

### Vytvoření 27. volyňské pěší divize
Na začátku ledna 1944, poté co Rudá armáda překročila polské hranice, velení AK nařídilo mobilizaci partyzánských oddílů na Volyni a rozhodlo se zahájit akci "Bouře". Dne 28. ledna 1944 byla založena 27. volyňská pěší divize.
Kromě akce proti Němcům, divize provedla 16 velkých vojenských akcí proti UPA, odstranění ohrožení polské straně civilního obyvatelstva v západní Volyni.

## Činnost sebeobranných jednotek a partyzánů
Největší základny polských partyzánských skupin byly nezávislé na okupantech, měly svoji vlastní civilní správu a vojenskou sílu. Prováděly své vlastní akce na ochranu obyvatel a získávaly potraviny v ukrajinských vesnicích, které tak zajišťovaly přežití přeplněných polských základen. Jedna z největších základen sebeobrany byla v Przebraze, a spolupracovala s AK "Bomba".
K větší bitvě došlo ve vesnicích Huta Stepanska a Wyrki v kostopolské oblasti. Dne 16. července členové UPA zahájili útok. O dva dny později se velitelství obrany rozhodlo prorazit obklíčení. Podařilo se to na úkor smrti 40 obránců a více než 300 civilistů zabitých oddíly UPA.
Úspěšná byla obrana obce Rybcza v okrese kremeněckém, kde byl 5. srpna odražen velký útok UPA a ukrajinských rolníků z okolních vesnic. Obec přežila až do vstupu sovětských vojsk.
Dne 12. listopadu 1943 oddíly "Jastrzeba" a "Sokola", působící v oblasti obranné základny v Zasmykach, dobyly po bitvách s UPA městečko Kupicov v okrese Kovel.

## Souhrn
Maximální počet jednotek sebeobrany byl asi 128 (červenec 1943) na 3400 vesnic ve Volyni, kde Poláci žili. V lednu 1944 ve všech partyzánských jednotkách sloužilo až 1500 osob, proti kterým stálo nejméně 15 tisíc členů UPA. Obranné a partyzánské jednotky se vytvořily příliš pozdě a byly příliš malé, než aby dokázaly zabránit masakrům na Volyni. Podle zjištění Siemaszka v bitvách jednotek sebeobrany s UPA bylo zabito nejméně 262 Poláků a nejméně 311 členů UPA. Ztráty mezi civilisty se odhadují na 60 tisíc obětí obyvatelstva polské národnosti, 2-3000 obětí ukrajinského obyvatelstva byly zabity během odvetných akcí polských oddílů. Na základě těchto údajů o událostech v Volyni v letech 1943-1944 nelze mluvit o válce polsko-ukrajinské, ale masakru na Volyni.